# 젖샘
젖샘(영어: mammary gland)은 포유류가 자식(새끼)에게 먹이기 위해 젖을 생성하는 기관이다. 유선(乳腺)이라고도 한다. 외분비선의 일종으로 땀샘이 변형, 확대된 것이다.
젖샘의 위치와 개수는 포유류마다 많은 차이가 있다. 유두와 젖샘은 복부에 평행하게 나 있는 두 개의 '젖줄'을 따라 발달한다. 거의 대부분의 포유류는 이 줄을 따라 짝수의 젖샘을 갖게 되는데, 보통 출산시 한 번에 갖는 새끼의 수와 비슷한 쌍(1마리:1쌍의 젖샘)을 가진다. 거의 대부분의 영장류가 2개를 갖고, 소는 4개, 곰은 6개, 개는 8개, 돼지는 거의 20개이다.

## 참고 그림

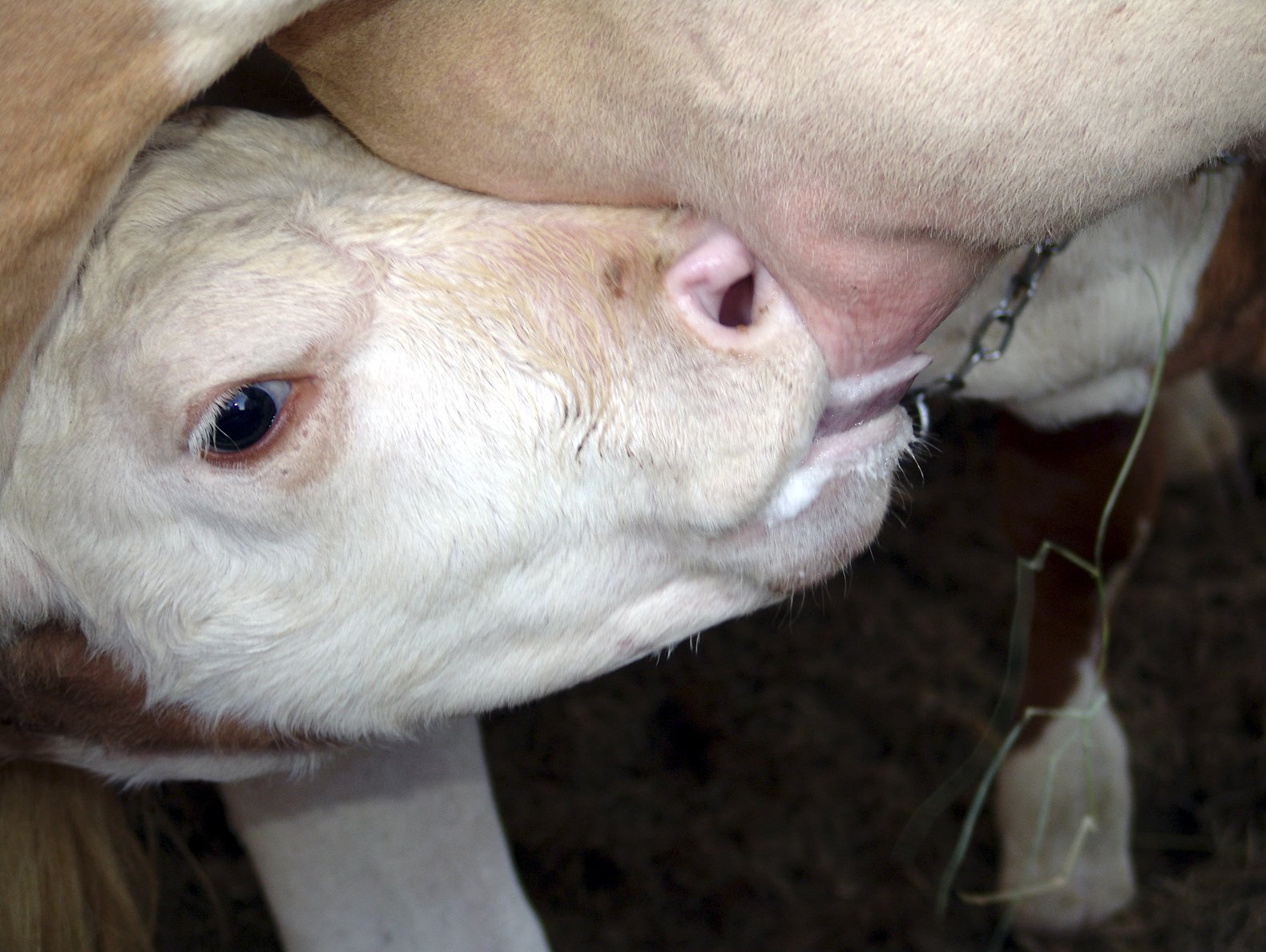
소
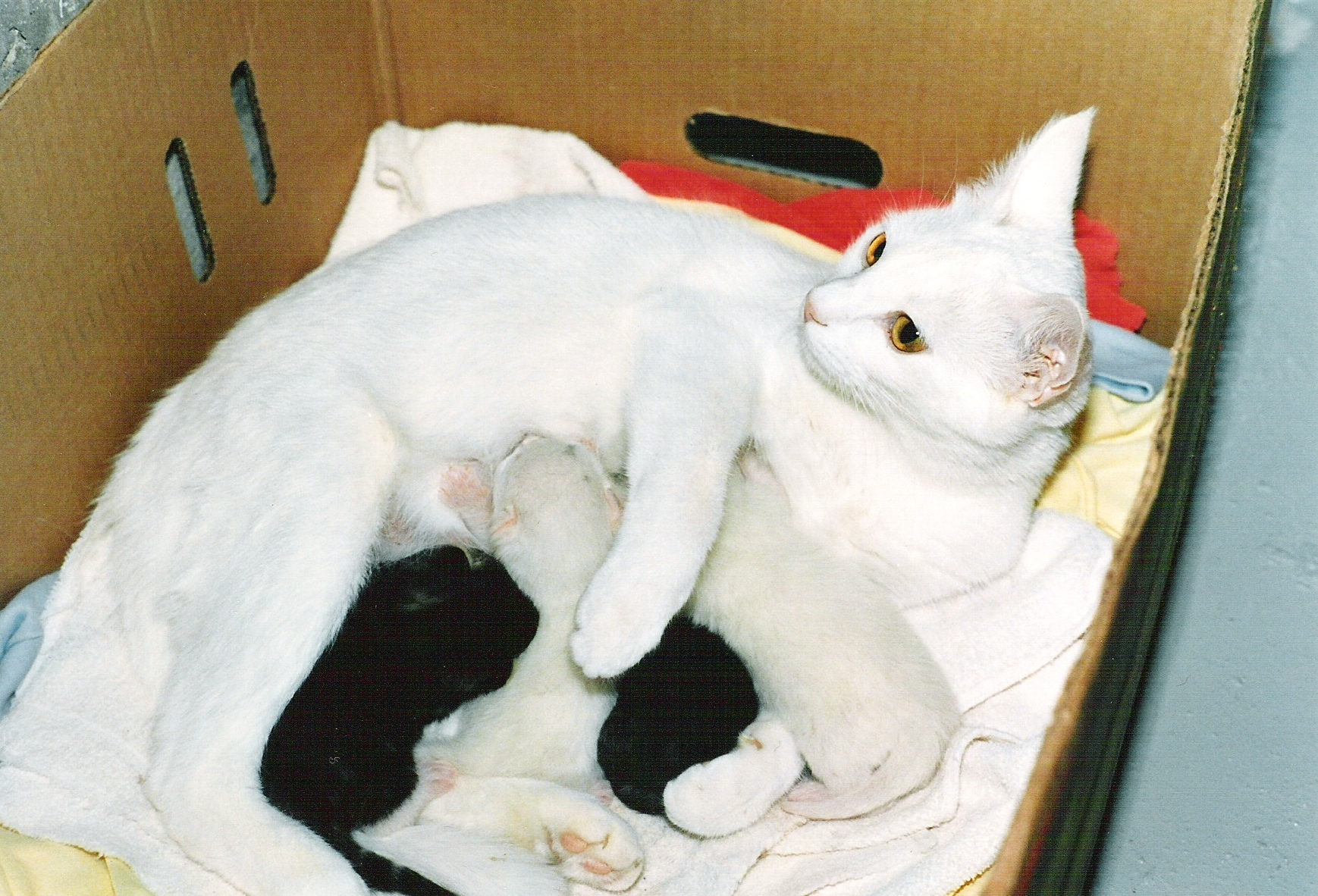
고양이
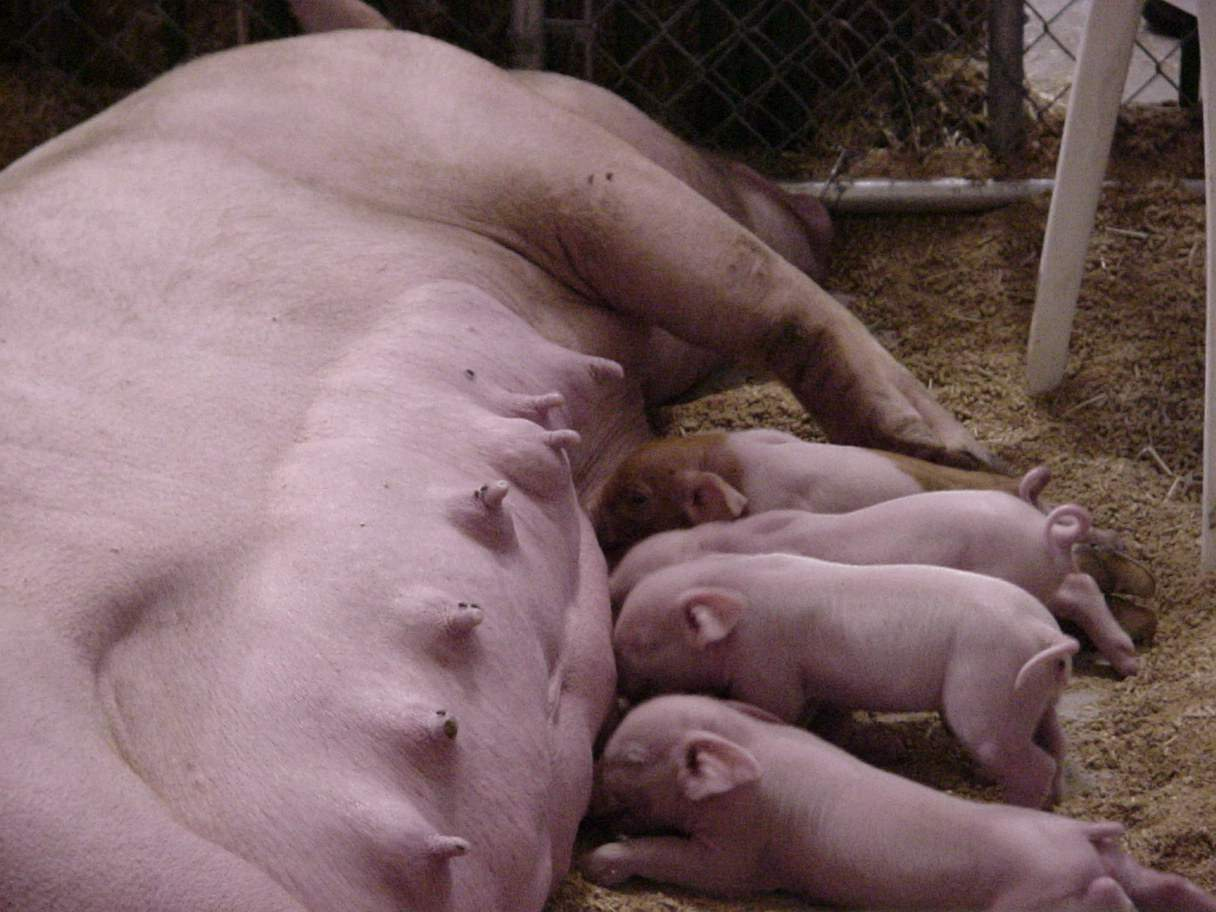
돼지
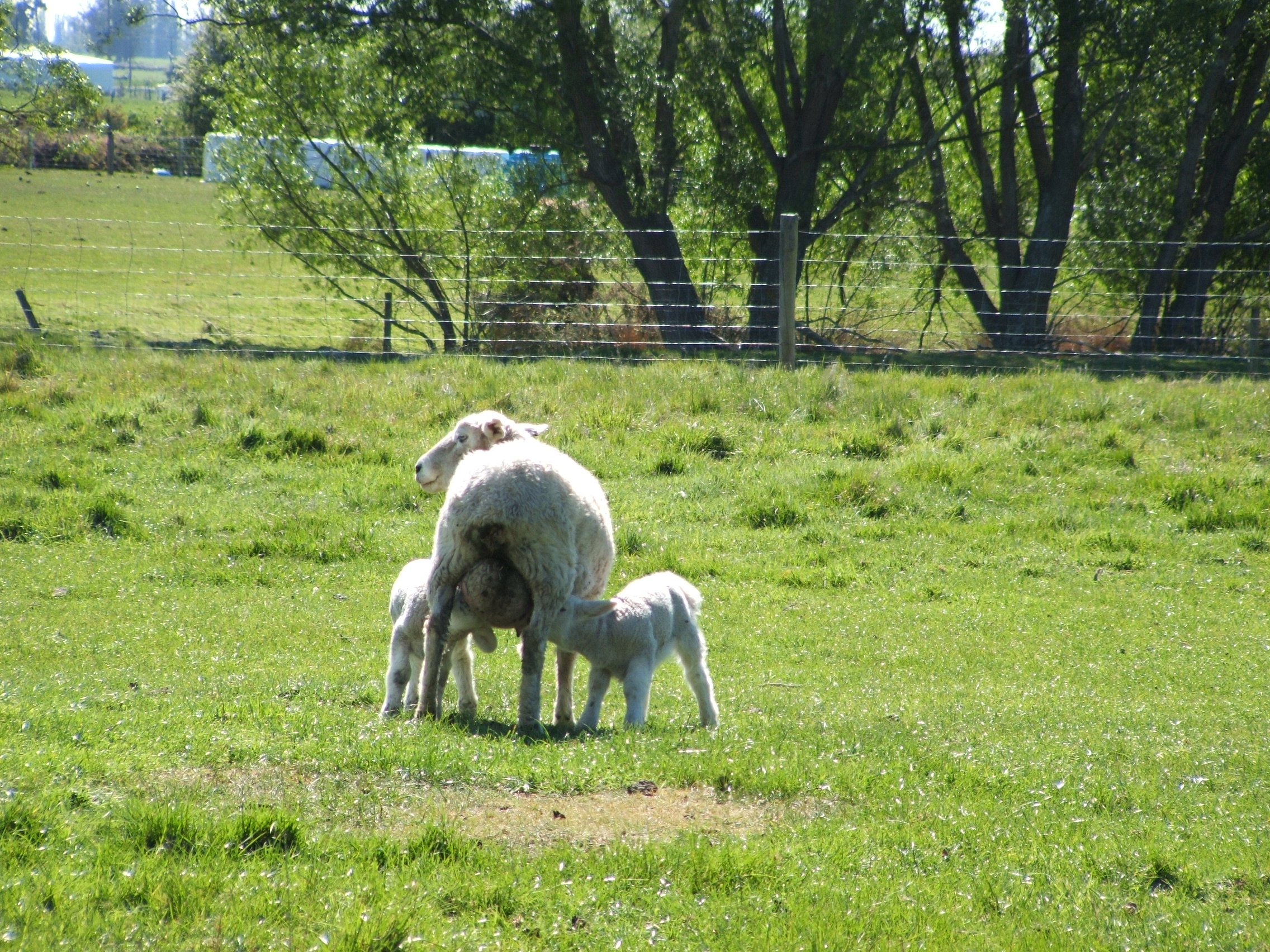
양
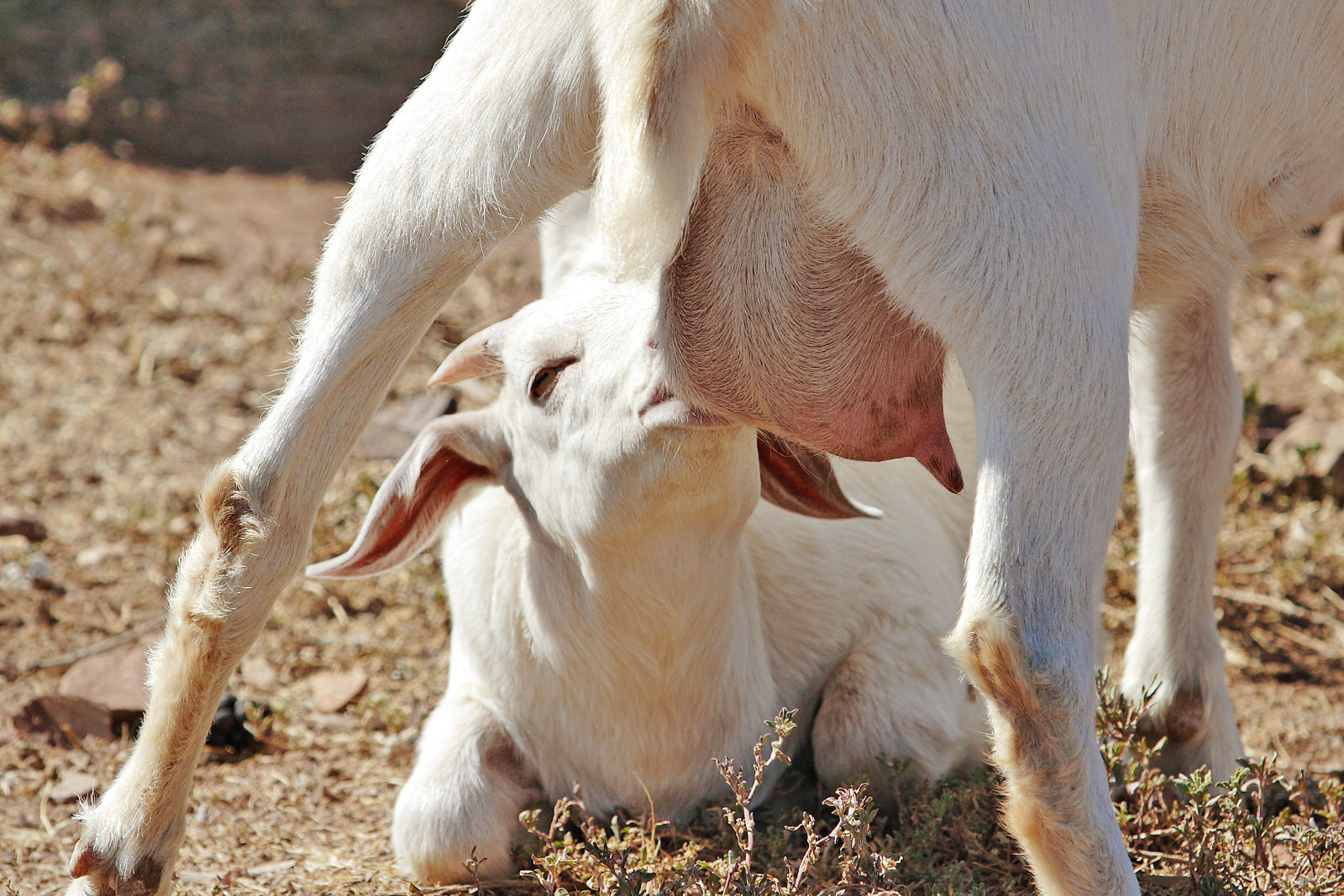
염소
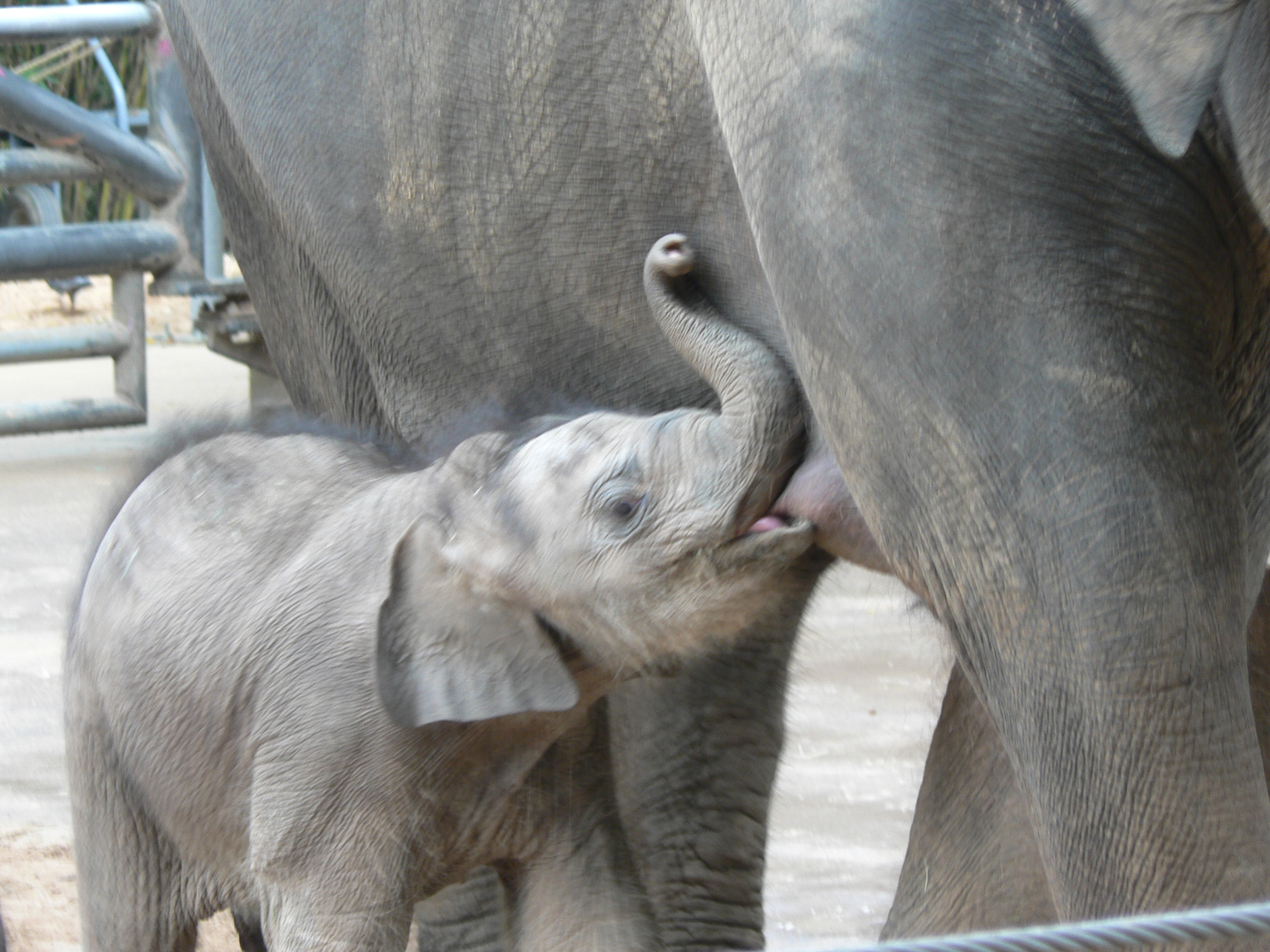
코끼리
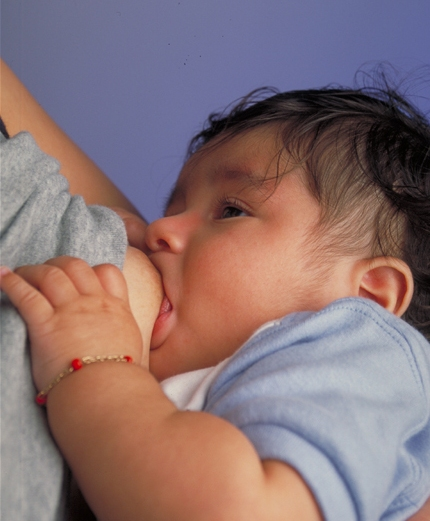
인간
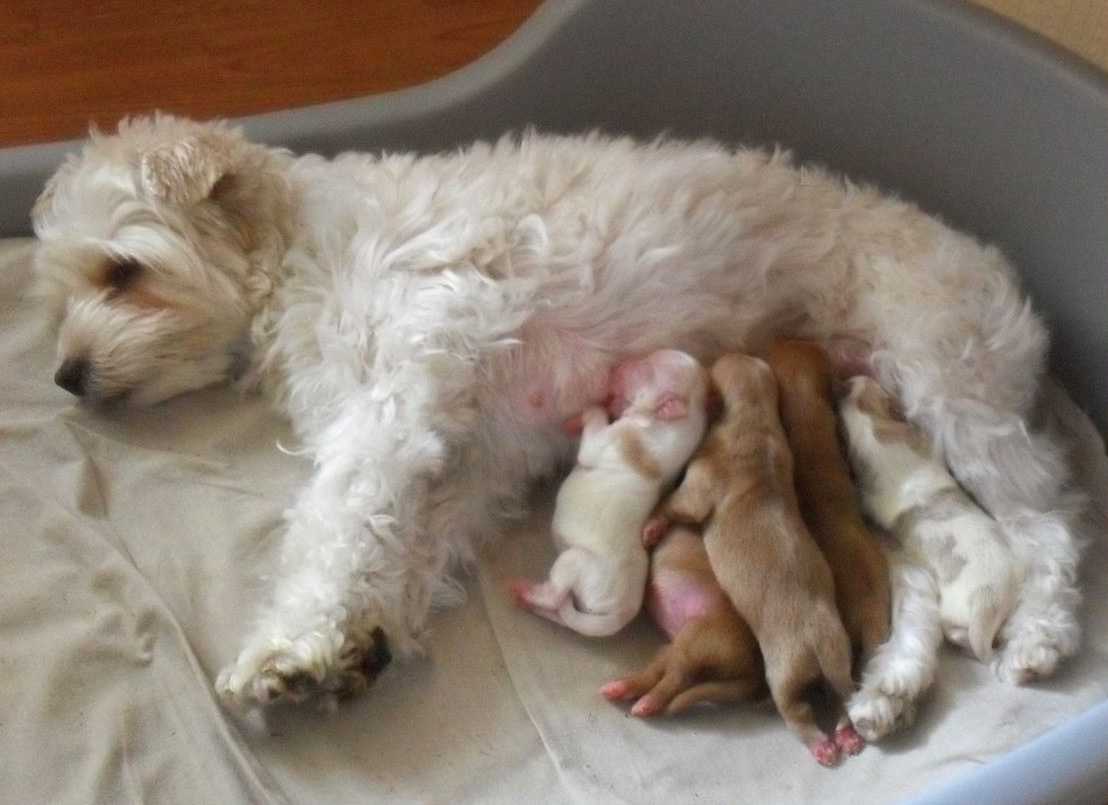
강아지

## 같이 보기
- 축락